# Neal Elgar Miller
Neal Elgar Miller (Milwaukee, 3 de agosto de 1909 – Hamden, 23 de março de 2002) foi um psicólogo experimental estadunidense. Alguém com interesses diversos, como biologia, física e escrita, Miller escolheu o campo da psicologia para expandir seus conhecimentos em outras áreas. Com prévia educação em ciências, ele foi inspirado por professores e pelos principais psicólogos da época a trabalhar em várias áreas da psicologia comportamental e da psicologia fisiológica, especificamente, relacionado respostas orgânicas a comportamentos.
A carreira de Miller na psicologia começou com pesquisas sobre "medo como um impulso aprendido e seu papel no conflito". Trabalhar em medicina comportamental o levou ao seu trabalho mais conhecido sobre biofeedback. Ao longo de sua vida, ele lecionou na Universidade Yale, na Universidade Rockefeller e na Faculdade de Medicina da Universidade Cornell, além de ter sido um dos membros mais jovens do Instituto de Relações Humanas de Yale. Suas descobertas renderam-lhe dois prêmios: o Prêmio de Novo Investigador da Academia de Pesquisa em Medicina Comportamental e um prêmio por leitorado notável da Associação Americana de Psicologia. Uma pesquisa da Review of General Psychology, publicada em 2002, classificou Miller como o oitavo psicólogo mais citado do século XX.